# Gisela (Schiff, 1872)
Die Gisela ist ein historischer Raddampfer mit genietetem Stahlrumpf am oberösterreichischen Traunsee. Sie wurde nach der ältesten Tochter des österreichischen Kaisers Franz Joseph I. benannt.

## Geschichte
Der Salondampfer wurde nach Plänen von Joseph John Ruston in Floridsdorf bei Wien hergestellt, danach in Einzelteile zerlegt, an den Traunsee transportiert und im Jahre 1871 in Rindbach (heute östlicher Ortsteil von Ebensee) zusammengesetzt. Am 24. September 1871 erfolgte die erste Probefahrt. Im Frühjahr 1872 erfolgte die offizielle Indienststellung.
Ab Oktober 1877 brachte die eröffnete Kronprinz-Rudolf-Bahn zahlreiche Touristen nach Gmunden. Die seeparallele Bahn konkurrenzierte jedoch bald die Schifffahrtslinie am See, die damit ihr Transportmonopol verlor. Jedoch brachte der starke Tourismus einen weiteren Aufschwung.
Während des 1. Weltkriegs übernimmt Rudolf Ippisch (I) die Gisela und andere Schiffe vom internierten Betreiber, dem Briten Ruston (II). 1938 wurde ein neuer Flammrohrkessel der Paukerwerke eingebaut (insgesamt der vierte Kessel) und die ursprüngliche Zwillingsdampfmaschine auf eine Verbundmaschine umgebaut.
1975 musste das Schiff bedingt durch einen Schaden am Kessel abgestellt werden und wurde 1976 mit Unterstützung durch die Oberösterreichische Landesregierung mit einem neuen Kessel wieder in Betrieb genommen. Nachdem 1976 Rudolf Ippisch (II) unerwartet verstorben war, übernahm 1977 Karl Eder die Traunseeschifffahrt. Mit Bescheid der OÖ. Landesregierung wurde 1980 der Gisela behördlich die Betriebsbewilligung entzogen und das Schiff in Ebensee aufgelegt.
1984 übergab Karl Eder den Betrieb an seinen Sohn Karlheinz. Die Gesellschaft „Freunde der Stadt Gmunden“ nahmen sich des Schicksals der Gisela an, am 5. Juli 1986 wurde eine Zweitzulassung erreicht, die Karl Eder noch erlebte.
Heute wird das Schiff von der Traunseeschifffahrt Karlheinz Eder GmbH (ursprünglich gegründet 1950 vom Vater Karl) betrieben und von Mai bis Oktober gefahren. Seine Gesamtkapazität wird vom Betreiber mit 250 Personen angegeben.

### Sonderpostbeförderungen
Mit dem Dampfer Gisela wurde gemäß Sonderpoststempel am 27. Mai 1995 eine Sonderpostbeförderung von Gmunden nach Ebensee (Poststempel 4802 Ebensee ... 17 Uhr) durchgeführt. Eine Sendung mit dem Sonderpoststempel „Sonderpostbeförderung : mit Raddampfer Gisela : Gmunden – Ebensee“ : 4810 Gmunden : 6.7.1996, erhielt einen violetten, zweizeiligen Ausfallstempel „Wegen Defekt am RD „GISELA“ : Ersatzbeförderung mit MS „KARL EDER““ und den Poststempel (Poststempel 4802 Ebensee ... 16 Uhr)

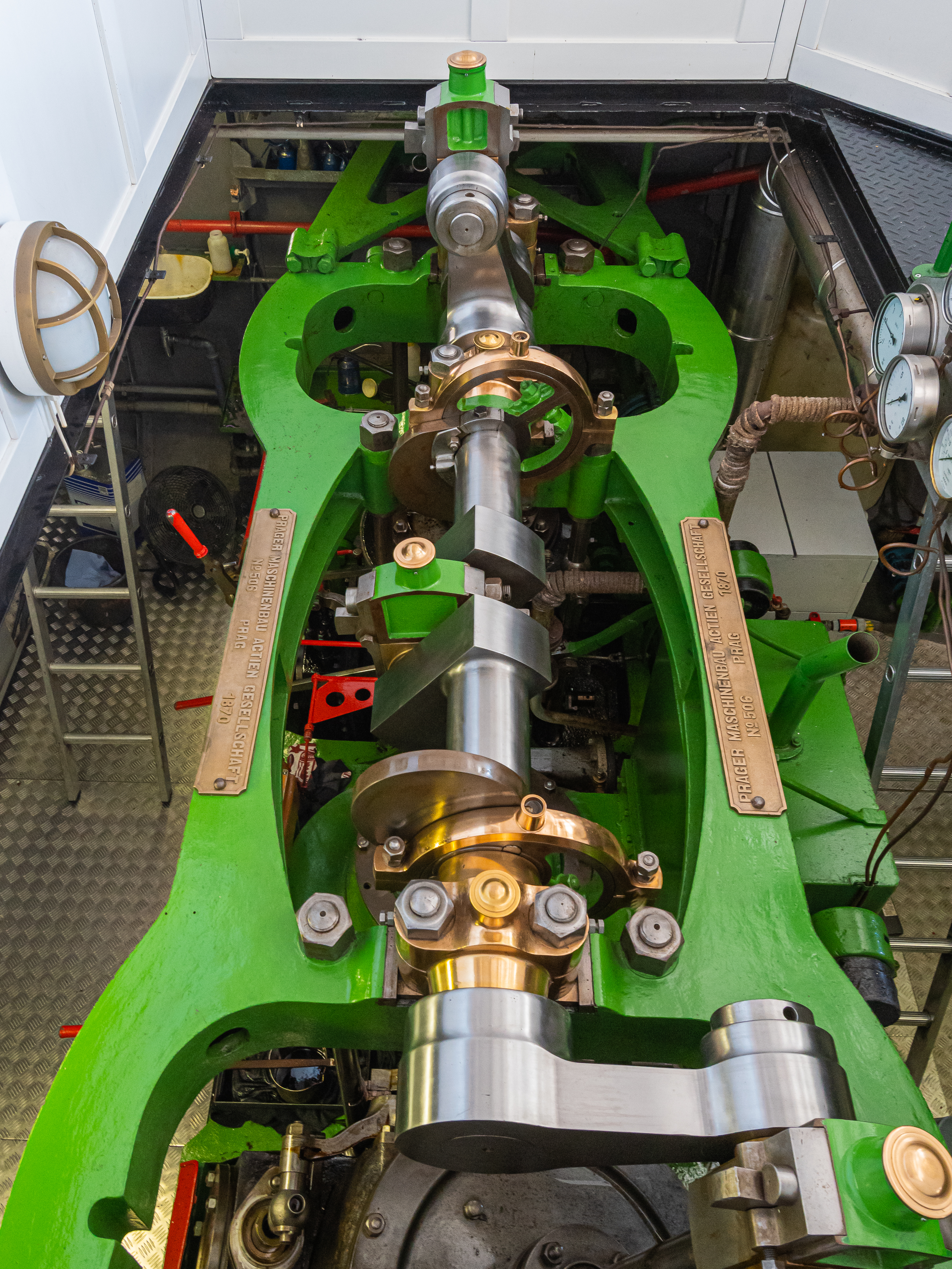
Dampfmaschine der Gisela

## Technik
Die 160 PS starke Verbunddampfmaschine mit zwei oszillierenden Zylindern und einer Steuerung über lose Exzenter wurde von der Prager Maschinenbau AG vorm. Ruston & Co. im Jahr 1870 gebaut. Die beiden Zylinder haben jeweils 780 mm Kolbenhub und 460 mm (Hochdruckzylinder) bzw. 670 mm (Niederdruckzylinder) Durchmesser. Im Gegensatz zu anderen Dampfmaschinen-Bauarten kann bei dieser Maschine der Füllungsgrad der Zylinder nicht verändert werden. Die Drehzahl beträgt maximal 36 Umdrehungen pro Minute.
Die direkt von der Kurbelwelle angetriebenen Schaufelräder mit je 12 Stück 1,68 m × 0,48 m großen Schaufelblättern haben 3,75 m Außendurchmesser. Der Eintauchwinkel der Schaufeln wird über Exzenter gesteuert (Patenträder nach Morgan-Galloway).
Bis 1992 erfolgte die Feuerung des Kessels mit 1,8 bis 2,5 t/h Braun- oder Steinkohle auf 2,2 m² Rost, wirkend auf 80 m² Heizfläche. Seit 1993 wirkt das Feuer von 140 l/h Heizöl extraleicht auf 47 m² Heizfläche.

## Jubiläum 175 Jahre Linienschifffahrt auf dem Traunsee
1828 bewarb sich ein Konsortium um den Briten John Andrews um ein Privileg für Schifffahrt bei der Hof-Kammer in Wien. 1829 wurde die „Erste k.k. privilegierte Donau-Dampfschiffahrts-Gesellschaft“ (später DDSG) gegründet, doch Andrews schied im Jahre 1836 nach Unstimmigkeiten aus der Gesellschaft aus. Andrews besuchte im selben Jahr mit seinem Schiffbaumeister Joseph John Ruston das Salzkammergut und erhielten eine Konzession zur Ausübung der Dampfschifffahrt auf fünf Salzkammergut-Seen. Das erste Schiff der zwei britischen Pioniere für den Traunsee wurde 1838 gebaut und am 15. Mai 1839 als Raddampfer mit hölzernem Rumpf als Sophie in Betrieb genommen.
Im Jahr 2014 erschien eine 62-Cent-Briefmarke der Österreichischen Post mit dem Schiff vor dem Traunstein. Das Motiv wurde vom Grafiker Tristan Fischer in Pastellkreide gemalt. Weiters ein 1000-teiliges Puzzle eines Fotos der Gisela, zu sehen vor der Stadt Gmunden. Zwei Sonderausstellungen in den Kammerhof Museen Gmunden, Mai–September 2014, bzw. Oktober–April 2015 zeigten je ein Modell der Gisela. November 2014 fand ein mehrtägiges Schifffahrtstreffen mit hunderten Mitarbeitern von Schifffahrtsunternehmen statt.

## Bilder

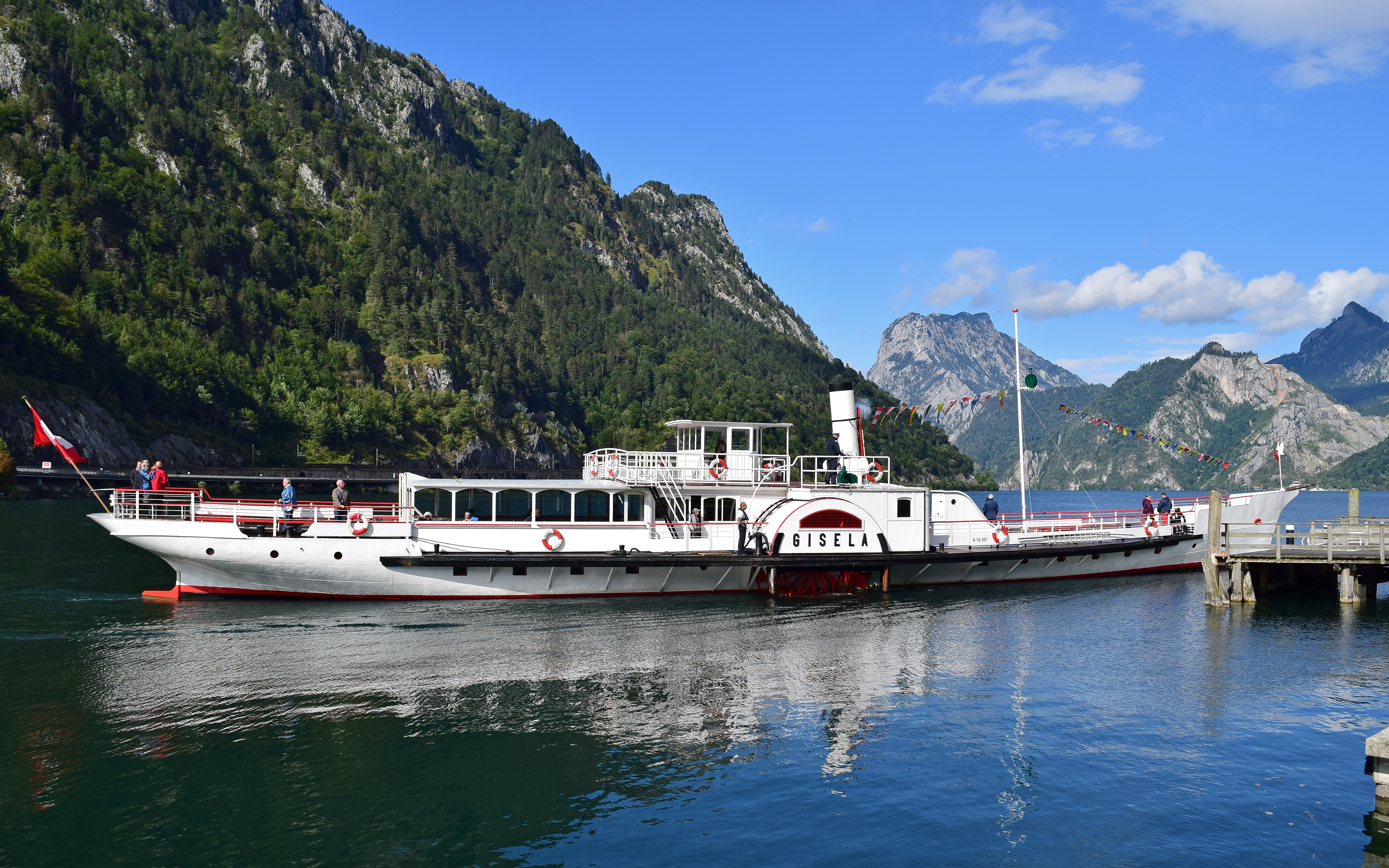
Die Gisela beim Anlegen in Ebensee
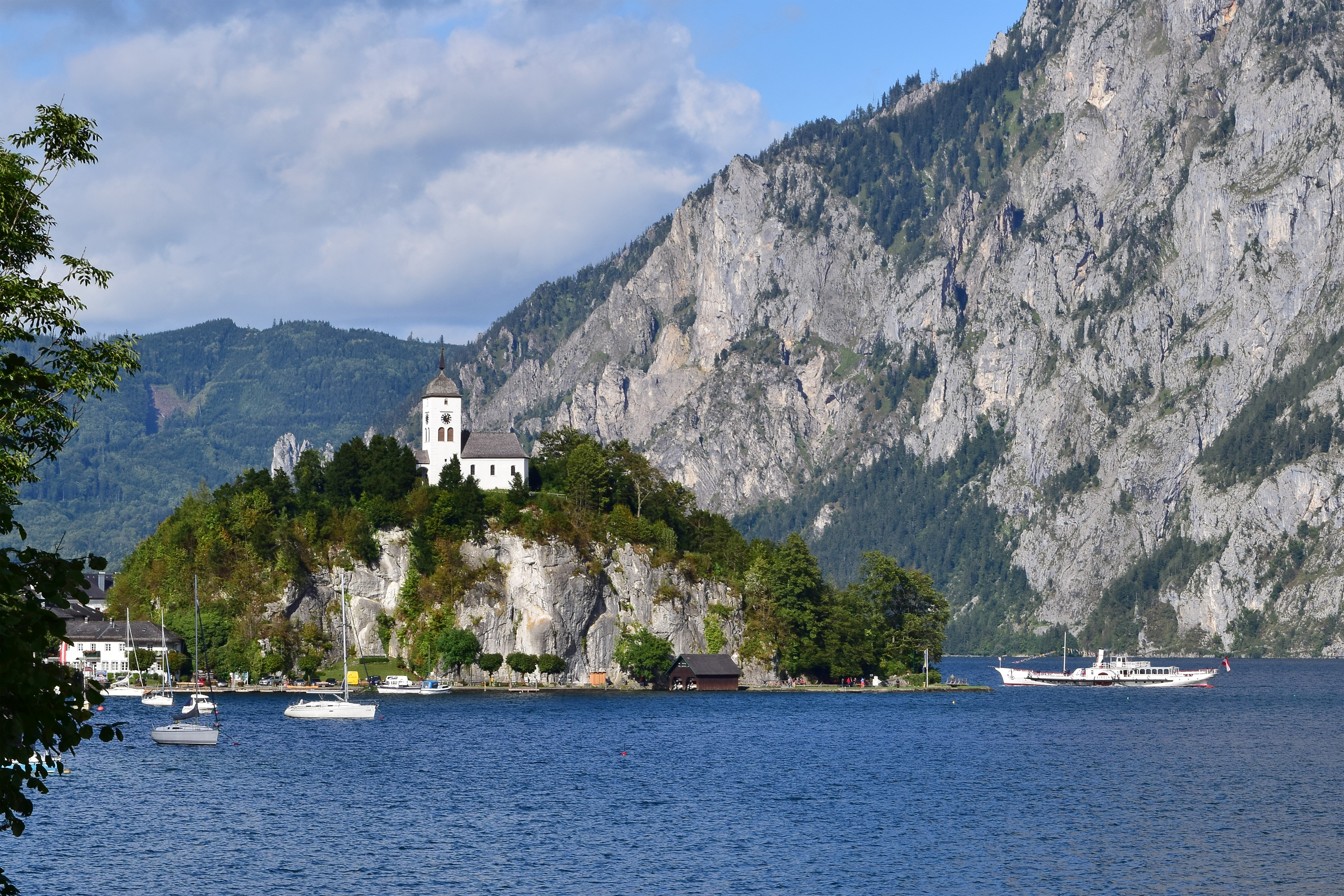
Vor Traunkirchen
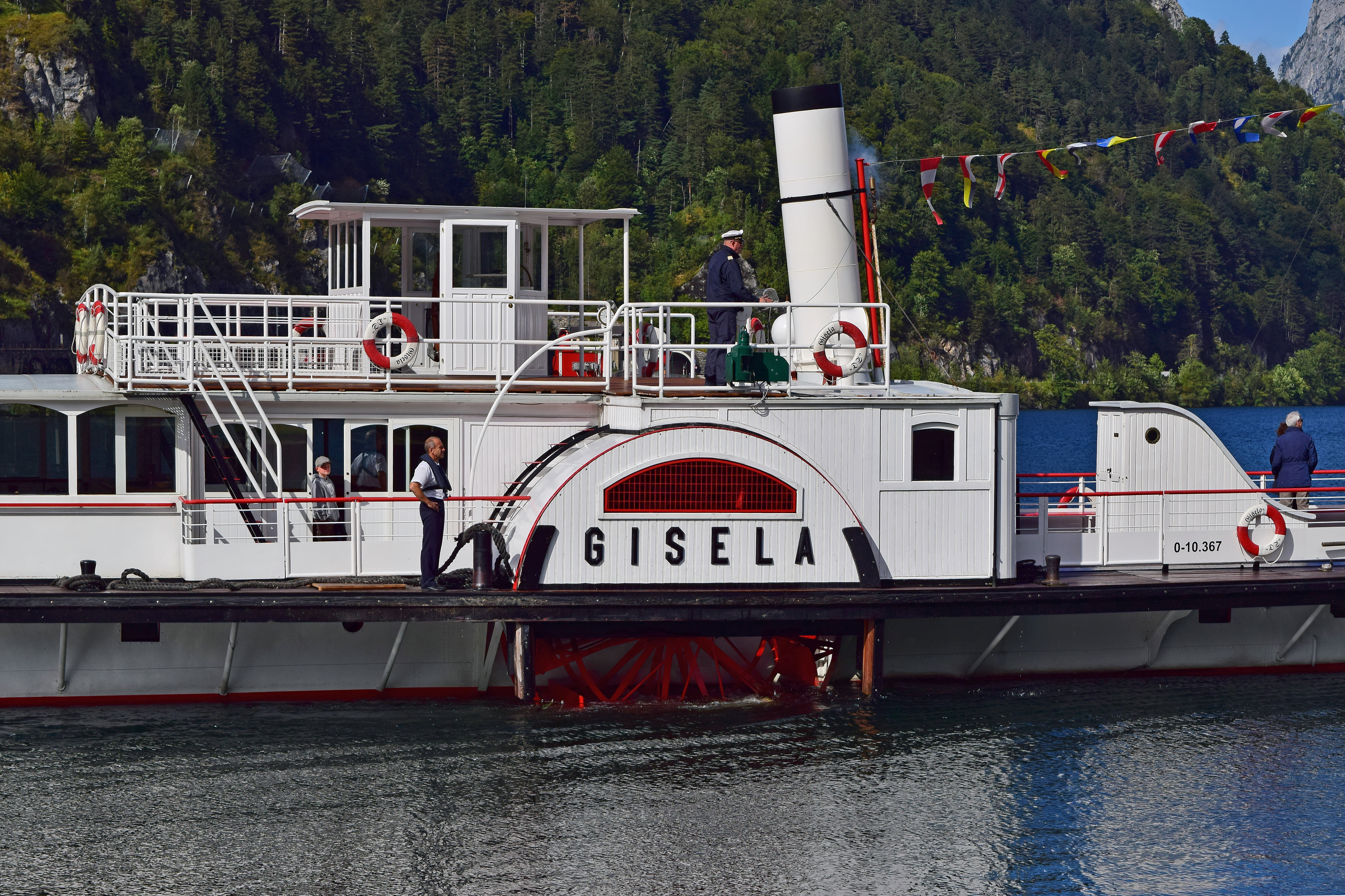
Radkasten, Schaufelrad und Brücke (hinter dem Schlot)
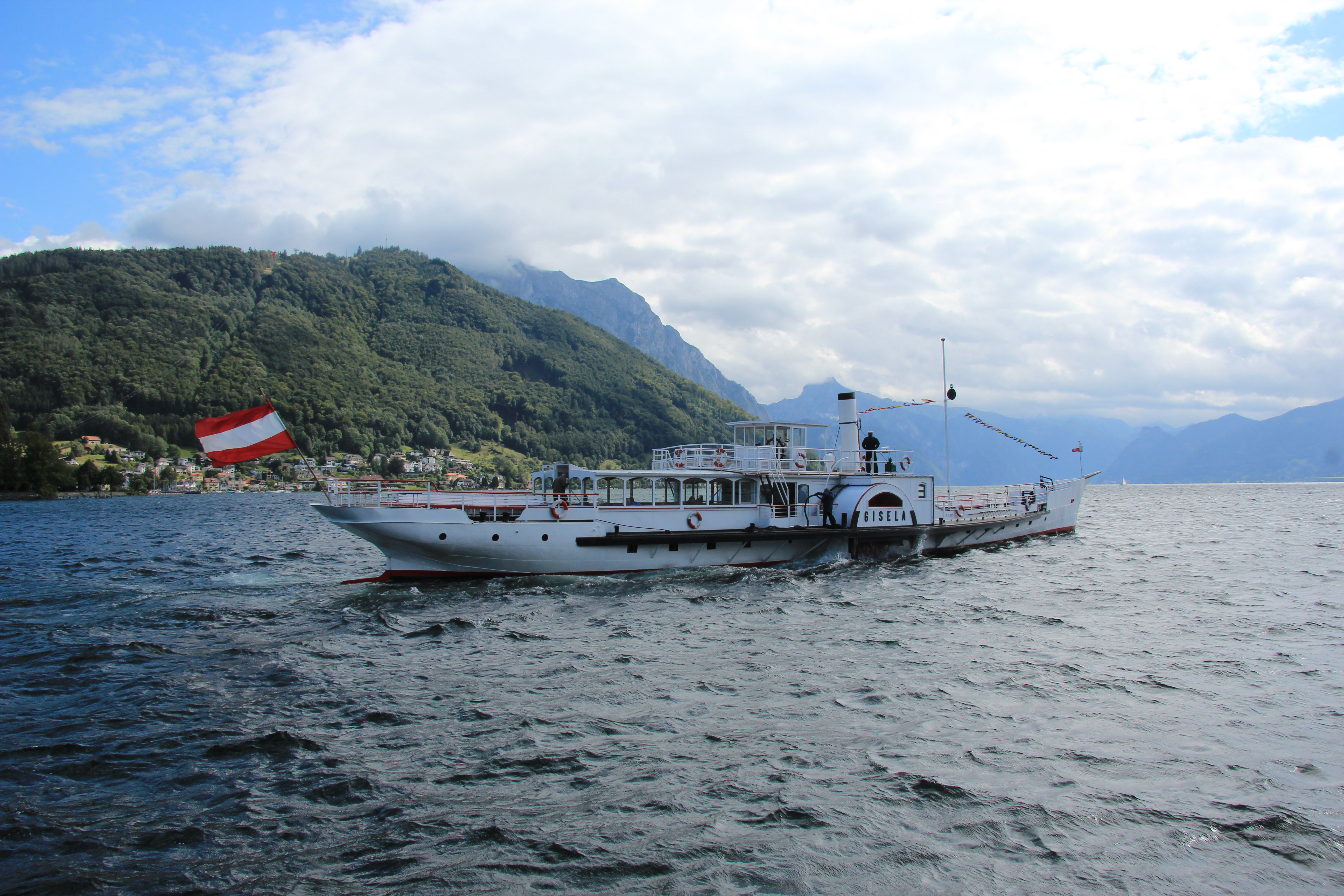
Die Gisela verlässt Gmunden
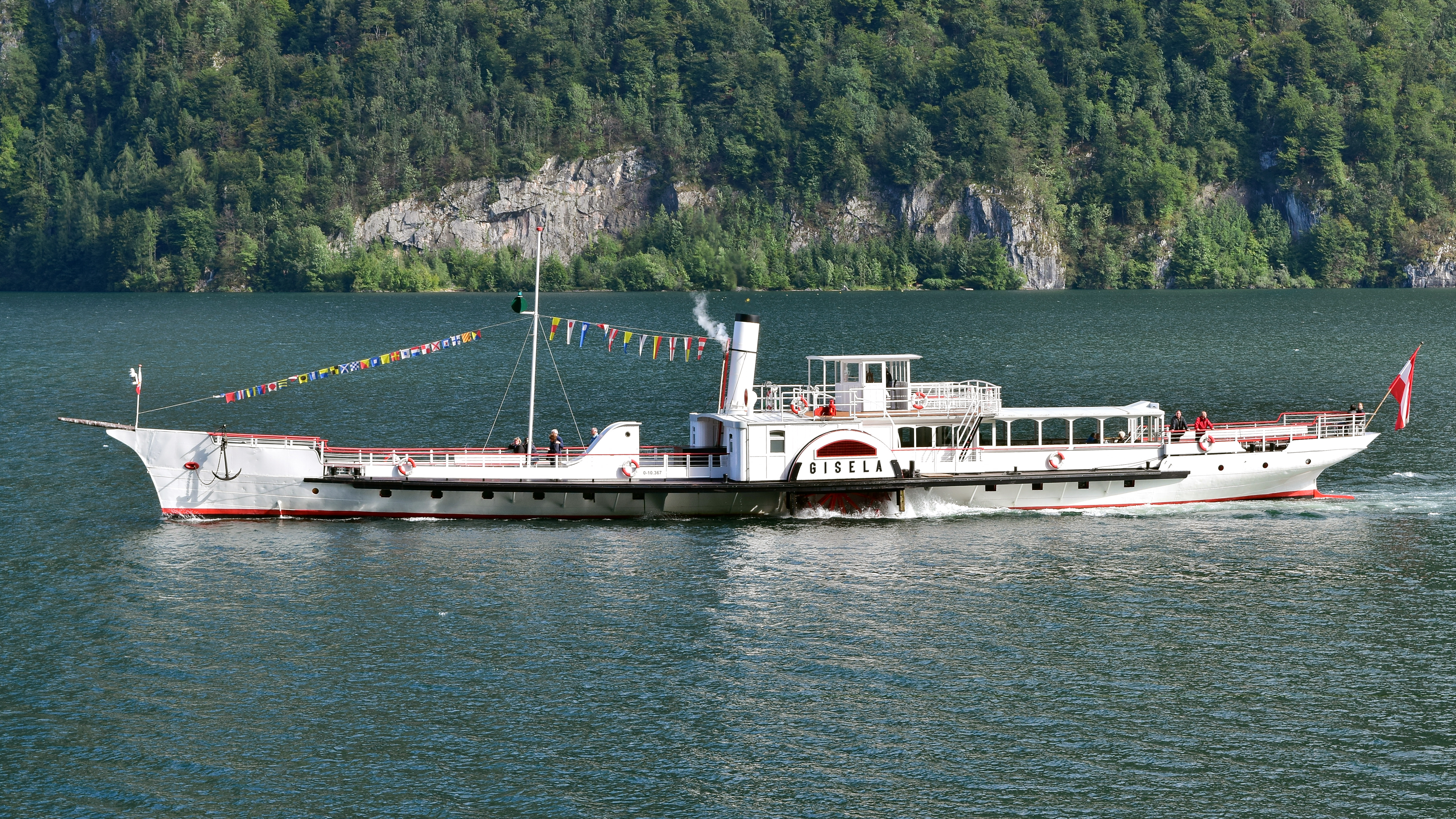
Die Gisela in voller Fahrt
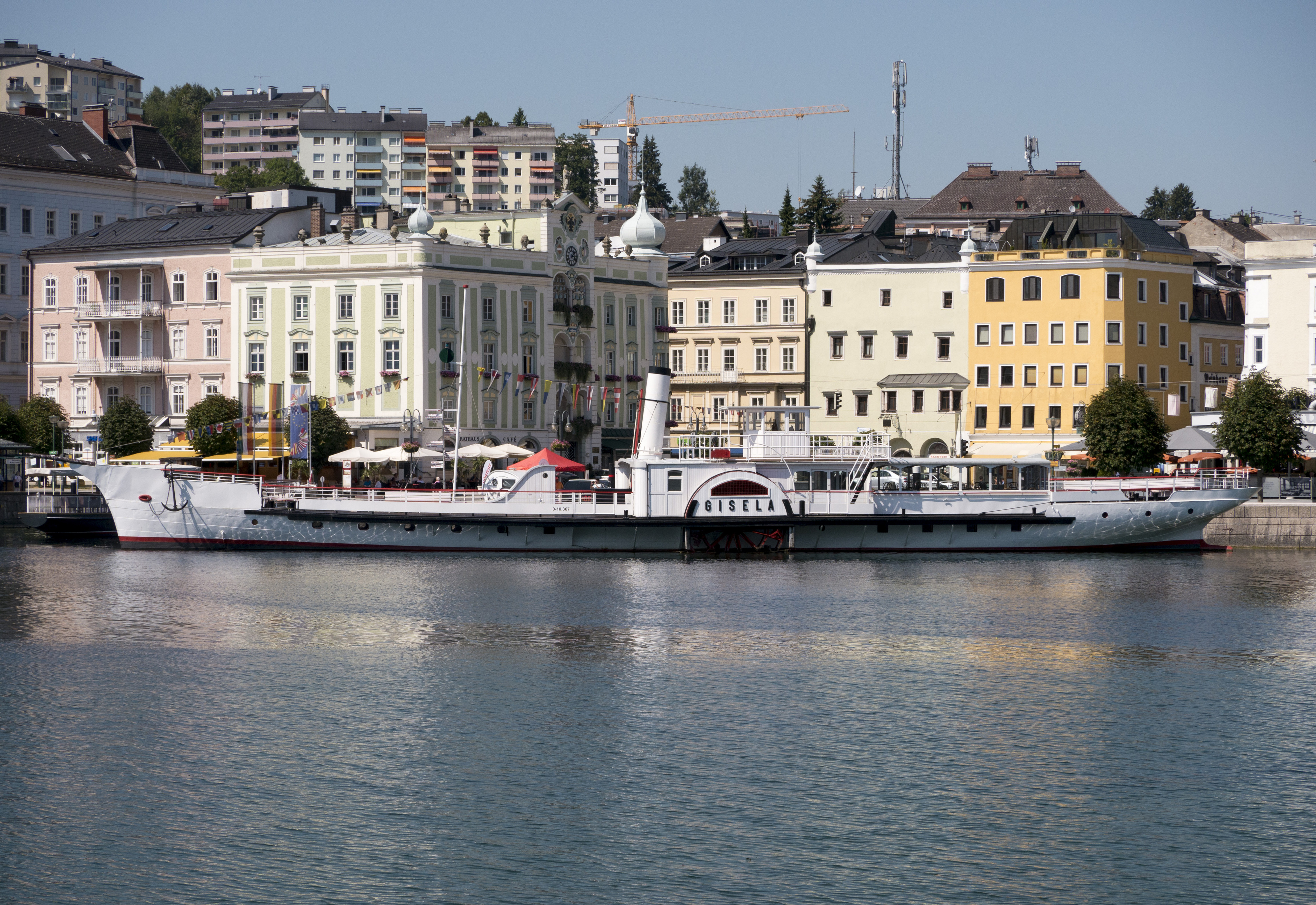
Gisela vor dem Rathaus Gmunden
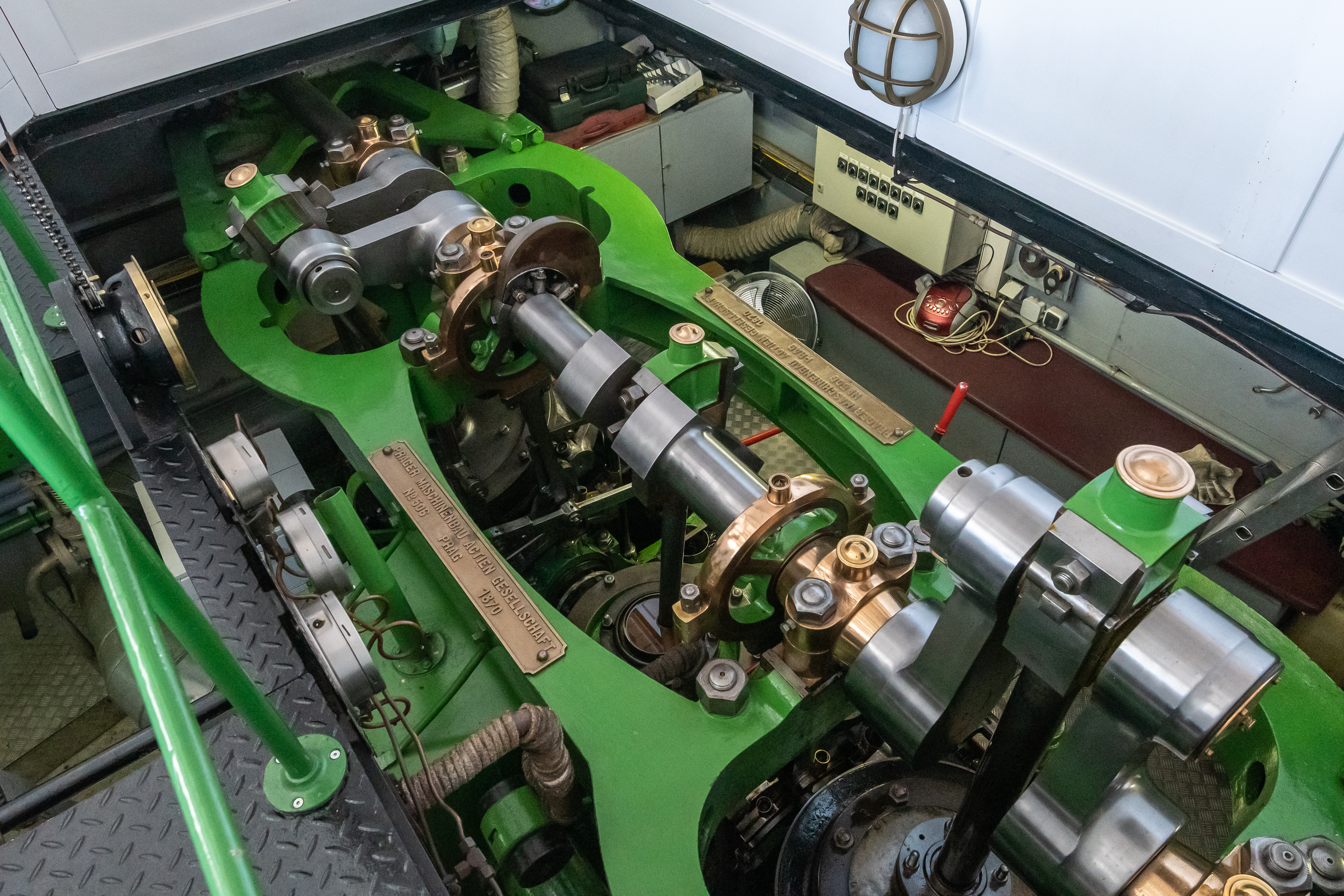
Maschinenraum der Gisela
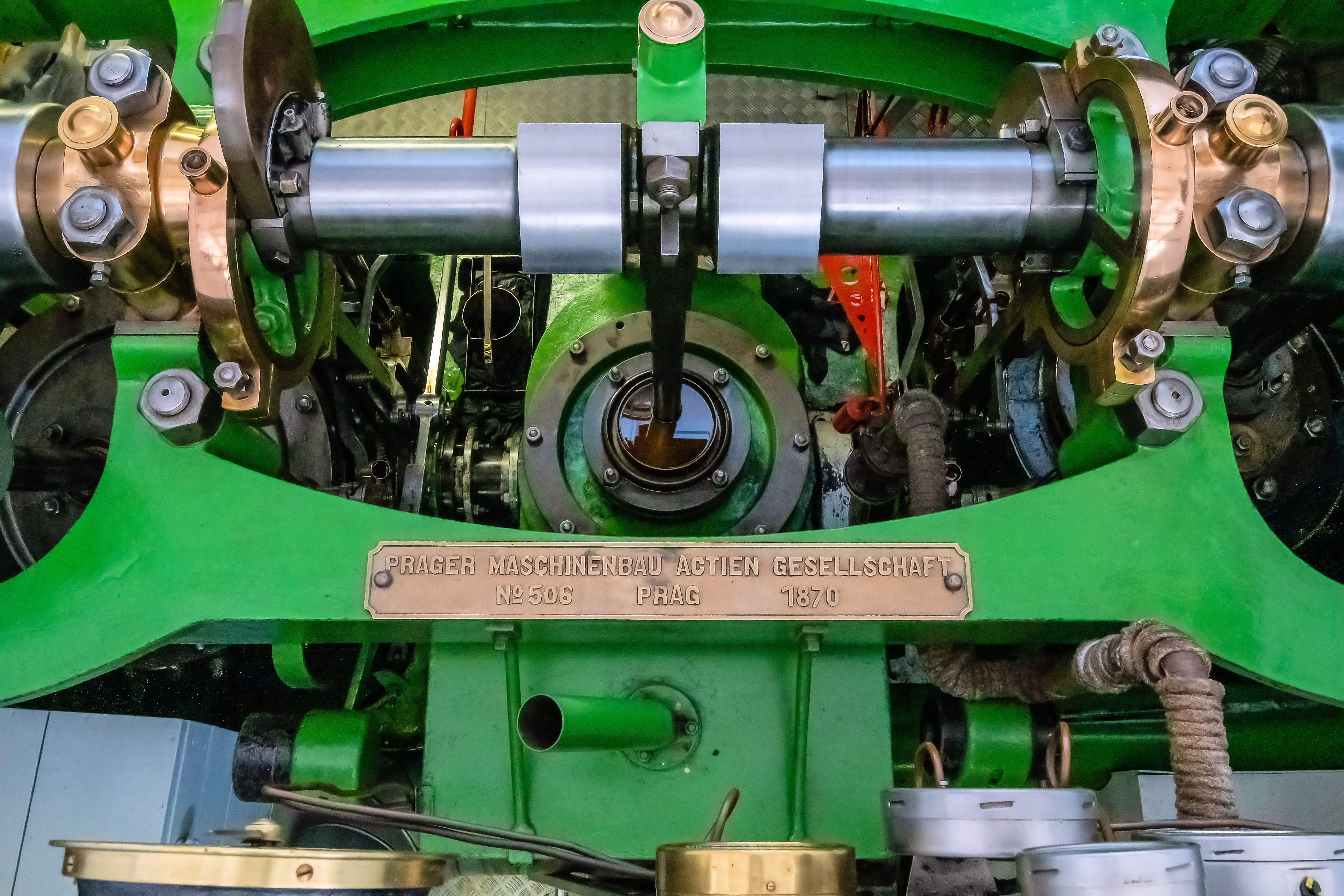
Kondensatorpumpe der Dampfmaschine